# Anders de Verdier
Lars Anders Olof de Verdier, född den 10 juni 1883 i Ulricehamn, död den 23 augusti 1968 i Ljusdals församling, Gävleborgs län, var en svensk jurist.
de Verdier avlade studentexamen i Skara 1903 och juris kandidatexamen vid Lunds universitet 1907. Han genomförde tingstjänstgöring i Villands och Östra Göinge domsaga 1907–1910. de Verdier var tillförordnad fiskal i Göta hovrätt 1911–1913, extra ordinarie assessor där 1913 och 1918–1919, tillförordnad domhavande 1910–1911, 1913–1918 och 1920–1922 samt tillförordnad krigsdomare 1916–1917. Han blev vice häradshövding 1918. de Verdier var häradshövding i Västra Hälsinglands domsaga 1922–1950. Han var ordförande i Ljusdals kommunalfullmäktige 1931–1946. de Verdier blev riddare av Nordstjärneorden 1932 och kommendör av andra klassen av samma orden 1943.